# Paranacity
Paranacity is een gemeente in de Braziliaanse deelstaat Paraná. De gemeente telt 9.946 inwoners (schatting 2009).